# 东平镇 (上海市)
东平镇，是上海市崇明区下辖的一个镇，位于崇明区北沿中部。所辖范围包括原东风农场、长江农场、前进农场、前哨农场4个市属国营农场。总面积119.7平方公里。户籍人口1.37万人。镇人民政府驻崇明区黄河路。现任镇长吴磊。

## 历史沿革
东平镇前身是上海市东平地区社区管理委员会，在此之前又称上海市长江地区社区管理委员会，由原上海市长江农场、前进农场2个社区组成，2001年4月经上海市农场管理局批准建立，也是该局系统内部最早进入政企分设的2个试点单位之一。2002年12月25日，上海市长江地区社区管理委员会经上海市农场管理局批准更名为上海市东平地区社区管理委员会。2003年6月18日，在上海市农场管理局对所属农场（社区）归并调整中，原上海市东风农场社区并入上海市东平地区社区管理委员会所辖区域管理。2004年12月底，原上海市前哨农场社区并入上海市东平地区社区管理委员会所辖区域管理。至此，上海市东平地区社区管理委员会由原上海市东风农场、长江农场、前进农场、前哨农场4个社区组建而成。2005年年底前，上海市应用科技学校划归东平社区管理。2008年7月24日经光明食品集团和崇明县人民政府批准，组建东平社区政务移交小组，启动在崇明的市属国营农场政务移交并纳入属地化管理的前期运作。2008年8月6日，经上海市人民政府批准，建立东平镇。

## 行政区划
东平镇下辖6个居民委员会：东风新村居委会、风伟新村居委会、桂林新村居委会、长江新村居委会、前进新村居委会、前哨新村居委会。